# Паскаль (язык программирования)
Паска́ль (англ. Pascal) — один из наиболее известных языков программирования, используется для обучения программированию в старших классах и на первых курсах вузов, является основой для ряда других языков.

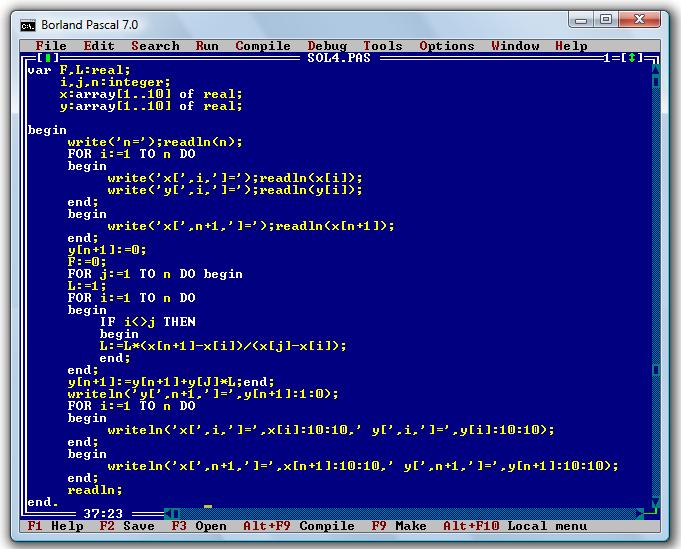
Пример программы на языке Паскаль

## История
Язык программирования Pascal был создан в 1970 году на основе языка Алгол-60.
Pascal создавался Никлаусом Виртом в 1968—1969 годах после его участия в работе комитета разработки стандарта языка Алгол-68. Язык назван в честь французского математика, физика, литератора и философа Блеза Паскаля, который создал одну из первых в мире механических машин, складывающую два числа. Первая публикация Вирта о языке датирована 1970 годом; представляя язык, автор в качестве цели его создания указывал построение небольшого и эффективного языка, способствующего хорошему стилю программирования, использующему структурное программирование и структурированные данные.
Последующая работа Вирта была направлена на создание на основе Паскаля языка системного программирования с сохранением возможности вести на его базе систематический, целостный курс обучения профессиональному программированию: «The guiding idea was to construct a genuine successor of Pascal meeting the requirements of system engineering, yet also to satisfy my teacher’s urge to present a systematic, consistent, appealing, and teachable framework for professional programming.». Результатом этой работы стал язык Модула-2, после которого Вирт занялся разработкой объектно-ориентированного языка программирования Oberon на основе всех предыдущих разработок.
Одной из целей создания языка Паскаль Никлаус Вирт считал обучение студентов структурному программированию. До сих пор Паскаль заслуженно считается одним из лучших языков для начального обучения программированию. Его современные модификации, такие как Object Pascal, широко используются в коммерческом программировании (среда Delphi). Также на основе синтаксиса языка Паскаль создан язык программирования Structured Text (ST) или Structured Control Language (SCL) для программируемых логических контроллеров.
К 1990-м годам Pascal стал одним из наиболее распространённых в мире алгоритмических языков программирования. Ведущие разработчики программного обеспечения регулярно выпускали новые версии своих компиляторов для этого языка. Популярные компиляторы того времени: Turbo Pascal (разработан компанией Borland), Microsoft Pascal Compiler, Quick Pascal, Pascal-2, Professional Pascal, USCD Pascal.

## Реализации и диалекты
Язык Pascal имеет много реализаций.

### UCSD Pascal
В 1978 году в Калифорнийском университете в Сан-Диего была разработана система UCSD p-System, включавшая порт компилятора Вирта с языка Паскаль в переносимый p-код, редактор исходных кодов, файловую систему и прочее, а также реализовывавшая значительное число расширений языка Паскаль, такие как модули, строки символов переменной длины, директивы трансляции, обработка ошибок ввода-вывода, обращение к файлам по именам и другое. Впоследствии основные реализации языка Паскаль основывались на этом диалекте.

### Object Pascal
В 1986 году фирма Apple разработала объектное расширение языка Паскаль, получив в результате Object Pascal. Он был разработан группой Ларри Теслера, который консультировался с Никлаусом Виртом.

### Turbo Pascal и Object Pascal
В 1983 году появилась первая версия интегрированной среды разработки Turbo Pascal фирмы Borland, основывавшаяся на одноимённой реализации Паскаля.
В 1989 году объектное расширение языка было добавлено в Turbo Pascal версии 5.5.
Последняя версия (7.0) была переименована в Borland Pascal.
Объектные средства были позаимствованы из Object Pascal от Apple, языковые различия между объектным Turbo Pascal 5.5 и Object Pascal от Apple крайне незначительны.
Почти в то же самое время, что и Borland, Microsoft выпустил свою версию объектно-ориентированного языка Паскаль. Эта версия Паскаля не получила широкого распространения.
Дальнейшее развитие реализации Паскаля от Borland породило вариант Object Pascal от Borland, впоследствии, в ходе развития среды программирования Delphi, получивший одноимённое название.

### Современные реализации Pascal

#### Free Pascal и GNU Pascal
Важным шагом в развитии языка является появление свободных реализаций языка Паскаль Free Pascal и GNU Pascal, которые не только вобрали в себя черты множества других диалектов языка, но и обеспечили чрезвычайно широкую переносимость написанных на нём программ (например GNU Pascal поддерживает более 20 различных платформ, под более чем 10 различными операционными системами, Free Pascal обеспечивает специальные режимы совместимости с различными распространёнными диалектами языка, такими как Turbo Pascal (полная совместимость), Delphi и другими).

#### Delphi и Delphi.NET
Delphi - реализация языка Object Pascal, используемая в  среде разработки Embarcadero Delphi. Delphi.NET - реализация языка Delphi, ориентированная на разработку приложений для платформы Microsoft.Net.

#### PascalABC.NET
B Южном федеральном университете разработан PascalABC.NET — язык программирования Паскаль, включающий большинство возможностей языка Delphi, а также ряд собственных расширений. Он основан на платформе Microsoft.NET и содержит практически все современные языковые средства: классы, перегрузку операций, интерфейсы, обработку исключений, обобщённые классы и подпрограммы, сборку мусора, лямбда-выражения.

#### Pascal Next
Pascal Next – компилируемый, типизированный, алгоритмический, универсальный язык программирования и среда разработки, ориентированные на решение задачи обучения основам программирования.
В основе синтаксиса языка Pascal Next лежит синтаксис "классического" Паскаля Вирта. В то же время, синтаксис инструкций выбора и циклов заимствован из Basic, что позволило отказаться от избыточных begin.

## Особенности языка
Особенностями языка являются строгая типизация и наличие средств структурного (процедурного) программирования. Паскаль был одним из первых таких языков. По мнению Вирта, язык должен способствовать дисциплинированному программированию, поэтому, наряду со строгой типизацией, в Паскале сведены к минимуму возможные синтаксические неоднозначности, а сам синтаксис автор постарался сделать интуитивно понятным даже при первом знакомстве с языком.
Тем не менее, первоначально язык имел ряд ограничений: невозможность передачи функциям массивов переменной длины, отсутствие нормальных средств работы с динамической памятью, ограниченная библиотека ввода-вывода, отсутствие средств для подключения функций, написанных на других языках, отсутствие средств раздельной компиляции и т. п. Подробный разбор недостатков языка Паскаль того времени был выполнен Брайаном Керниганом в статье «Почему Паскаль не является моим любимым языком программирования» (эта статья вышла в начале 1980-х, когда уже существовал язык Модула-2, потомок Паскаля, избавленный от большинства его пороков, а также более развитые диалекты Паскаля). Некоторые недостатки Паскаля были исправлены в ISO-стандарте 1982 года, в частности, в языке появились открытые массивы, давшие возможность использовать одни и те же процедуры для обработки одномерных массивов различных размеров.
Однако многие недостатки языка не проявляются или даже становятся достоинствами при обучении программированию. Кроме того, по сравнению с основным языком программирования в академической среде 1970-х (которым был Фортран, обладавший гораздо более существенными недостатками), Паскаль представлял собой значительный шаг вперёд. К 1980-м годам Паскаль стал основой для многочисленных учебных программ, в отдельных случаях на его основе были созданы специализированные обучающие языки программирования, так, в начале 1980-х годов в СССР для обучения школьников основам информатики и вычислительной техники Андрей Ершов разработал алголо-паскалеподобный «учебный алгоритмический язык».
Наиболее известной реализацией Паскаля, обеспечившей широкое распространение и развитие языка, является Turbo Pascal фирмы Borland, выросшая затем в объектный Паскаль для DOS (начиная с версии 5.5) и Windows и далее в Delphi, в которой были внедрены значительные расширения языка.

## Стандарты
После начала использования Паскаля в 1970 году и появления реализаций, расходящихся не только в дополнениях, но и в синтаксисе, был поднят вопрос о стандартизации языка. Стандарт языка был разработан Никлаусом Виртом в 1974 году совместно с Кетлин Йенсен (Kathleen Jensen). В дальнейшем были приняты международный стандарт ISO и американский ANSI. На данный момент выделяют три принципиально разных стандарта: Unextended Pascal (исходный), Extended Pascal (расширенный), Object-Oriented Extensions to Pascal (объектно-ориентированное расширение Паскаля).
| Название                             | Вариант                             | Кем/где разработан                    | Год создания |
| ------------------------------------ | ----------------------------------- | ------------------------------------- | ------------ |
| Pascal Standard                      | исходный                            | Н. Вирт, Кетлин Йенсен                | 1974         |
| Pascal Standard                      | исходный                            | ISO 7185:1983 ANSI/IEEE 770X3.97:1983 | 1982         |
| Unextended Pascal                    | исходный                            | ISO 7185:1990                         | 1989         |
| Extended Pascal                      | расширенный                         | ANSI/IEEE 770X3.160:1989              | 1989         |
| Extended Pascal                      | расширенный                         | ISO/IEC 10206                         | 1991         |
| Object-Oriented Extensions to Pascal | объектно-ориентированное расширение | ANSI/X3-TR-13:1994                    | 1993         |

Одним из главных дополнительных свойств объектно-ориентированного расширения Extended Pascal стала модульность и средства, облегчающие раздельную компиляцию.
Стандартизация языка была запаздывающей по отношению к реальному появлению в языке тех или иных возможностей. Коммерческие реализации расширяли стандартный Паскаль; так было сделано в UCSD Pascal, модификации Object Pascal фирмой Apple, Turbo Pascal от Borland (незначительно модифицированная версия Apple) и его ответвлений. Ни одна из распространённых коммерческих реализаций Паскаля не соответствует в точности ни одному из официальных стандартов языка.

## Синтаксис и языковые конструкции
Паскаль, в его первоначальном виде, представляет собой чисто процедурный язык и включает в себя множество алголоподобных структур и конструкций с зарезервированными словами наподобие if, then, else, while, for, repeat и т. д. Тем не менее, Паскаль также содержит большое количество возможностей для структурирования информации и абстракций, которые отсутствуют в изначальном Алголе-60, такие как определение типов, записи, указатели, перечисления, и множества. Эти конструкции были частично унаследованы или инспирированы от языков Симула-67, Алгол-68, созданного Никлаусом Виртом AlgolW и предложены Хоаром.
В современных диалектах (Delphi Pascal, Free Pascal) доступны такие операции, как перегрузка операторов и функций.

### Hello, world!
Программы на Паскале начинаются с ключевого слова Program и следующего за ним имени программы с точкой с запятой (в некоторых диалектах является необязательным),
за именем может в скобках следовать список внешних файловых дескрипторов («окружение») в качестве параметров;
за ним следует тело программы, состоящее из секций описания
констант (Const),
типов (Type),
переменных (Var),
объявлений процедур (Procedure)
и функций (Function)
и следующего за ними блока операторов, являющегося точкой входа в программу.
В языке Паскаль блок ограничивается ключевыми словами begin и end.
Операторы разделяются точками с запятой,
после тела помещается точка,
служащая признаком конца программы.
Регистр символов
в Паскале не имеет значения.
Таким образом, простейшая («пустая») программа на Паскале будет выглядеть следующим образом:
```
program
 
p
;

begin

end
.

```

Приведённая выше программа не выполняет никаких действий и содержит пустой блок операторов.
Пример программы, выводящей строку «Hello, world!»:
```
program
 
hello
;

begin

  
writeln
(
'Hello, World!'
)
;
  
// оператор вывода строки 

end
.

```

### Типы данных

#### Простые типы
В стандартном и расширенном Паскале есть такие простые типы: числа с плавающей запятой (real), целые (integer), символьный (char), логический (boolean) и перечисления (конструктор нового типа, введённый в Pascal).
Turbo Pascal дополнил язык вариациями этих типов: например, shortint будет короче integer, а longint — длиннее.
Современные диалекты Pascal, такие, как FPC или Delphi, считают, что integer — это наиболее подходящий для данной машины целый, применяемый, например, для индексов массива, а shortint, longint и другие — целые определённой длины; это удобно при кроссплатформенном программировании. Аналогично и с дробными числами.
Ещё раз расширили типы при переходе на x64 — «просто целое» (integer) осталось 32-битным, но потребовался особый тип, который равен longint на x86 и int64 на x64.
Целочисленные типы:
| Тип        | Диапазон                                  | Формат      | Размер в байтах | Примечания                                                     |
| ---------- | ----------------------------------------- | ----------- | --------------- | -------------------------------------------------------------- |
| Byte       | 0..255                                    | Беззнаковый | 1               |                                                                |
| ShortInt   | −128..127                                 | Знаковый    | 1               |                                                                |
| SmallInt   | −32768..32767                             | Знаковый    | 2               | Может не существовать; вместо него Integer с тем же диапазоном |
| Word       | 0..65535                                  | Беззнаковый | 2               |                                                                |
| LongWord   | 0..4294967295                             | Беззнаковый | 4               |                                                                |
| LongInt    | −2147483648..2147483647                   | Знаковый    | 4               |                                                                |
| Int64      | −9223372036854775808..9223372036854775807 | Знаковый    | 8               |                                                                |
| QWord      | 0..18446744073709551615                   | Беззнаковый | 8               |                                                                |
| Integer    | -32768..32767.                            | Знаковый    | 2 или 4         | Наиболее быстрый целый; SmallInt или LongInt                   |
| Cardinal   | ?                                         | Беззнаковый | ?               | Наиболее быстрый целый; обычно LongWord                        |
| NativeInt  | ?                                         | Знаковый    | ?               | Соответствует машинному регистру; LongInt или Int64            |
| NativeUInt | ?                                         | Беззнаковый | ?               | Соответствует машинному регистру; LongWord или QWord           |

Числа с плавающей запятой:
| Тип      | Диапазон                                    | Кол-во значащих цифр                        | Размер в байтах | Поддержка                                                                                               |
| -------- | ------------------------------------------- | ------------------------------------------- | --------------- | --- |
| Real     | зависит от платформы                        | ???                                         | ???             | Все компиляторы; на современных обычно эквивалентен Double                                              |
| Real48   | 2.9E−39..1.7E38                             | 11−12                                       | 6               | Borland; в Turbo Pascal назывался Real; не использует сопроцессора и потому результат повторяем до бита |
| Single   | 1.5E−45..3.4E38                             | 7−8                                         | 4               | Большинство вариантов под IEEE 754-совместимые машины                                                   |
| Double   | 5.0E−324..1.7E308                           | 15−16                                       | 8               | Большинство вариантов под IEEE 754-совместимые машины                                                   |
| Extended | 3.4E−4951..1.1E4932                         | 19−20                                       | 10              | Большинство вариантов под x86                                                                           |
| Comp     | −9223372036854775808..9223372036854775807   | −9223372036854775808..9223372036854775807   | 8               | Borland; рассчитываемое на сопроцессоре 8-байтовое целое; актуально для 16-битного x86                  |
| Currency | −922337203685477.5808..922337203685477.5807 | −922337203685477.5808..922337203685477.5807 | 8               | Borland и другие компиляторы под Windows; связано с OLE; фиксированная запятая с единицей, равной 10000 |

```
var
 
{ секция объявления переменных }

  
r
:
 
Real
;
  
{ переменная вещественного типа }

  
i
:
 
Integer
;
  
{ переменная целого типа }

  
c
:
 
Char
;
  
{ переменная-символ }

  
b
:
 
Boolean
;
  
{ логическая переменная }

  
s
:
 
String
;
 
{ переменная строки }

  
t
:
 
Text
;
 
{ переменная для объявления текстового файла }

  
e
:
 
(
apple
,
 
pear
,
 
banana
,
 
orange
,
 
lemon
)
;
  
{ переменная типа-перечисления }

```

В Pascal над целыми типами (byte, shortint, word, integer, longint и их диапазоны) допустимы побитовые операции. Логические операции над битами:
Над битами двух целых операндов можно выполнять ранее рассмотренные логические операции: not, and, or, xor. Отличие между побитовыми и логическими операциями состоит в том, что побитовые (поразрядные) операции выполняются над отдельными битами операндов, а не над их значением в десятичном (обычно) представлении.
Выделяется понятие порядковых типов данных (ordinal), к ним относятся целые типы (знаковые и беззнаковые), логический (boolean), символьный (char), перечислимые типы и типы-диапазоны.
Порядковые типы задаются целым числом (кодом), которое можно получить с помощью функции ord. Все операции, выполняемые над порядковыми типами, выполняются с их кодами.
Диапазоны содержат подмножество значений других порядковых типов:
```
var

  
x
:
 
1
..
10
;

  
y
:
 
'a'
..
'z'
;

  
z
:
 
pear
..
orange
;

```

Для порядковых типов определены операции inc, dec, succ, pred, ord, операции сравнения (= > < => <= <>), их можно использовать в операторах case, for (как счётчик цикла), как границы массивов, для задания элементов множеств и типов-диапазонов.
В Pascal, в отличие от Си-подобных языков, с типами boolean и char арифметические целочисленные операции не определены.

#### Множества
В отличие от многих распространённых языков, Pascal поддерживает специальный тип данных множество:
```
var

  
set1
:
 
set
 
of
 
1
..
10
;

  
set2
:
 
set
 
of
 
'a'
..
'z'
;

  
set3
:
 
set
 
of
 
pear
..
orange
;

```

Множество — фундаментальное понятие в современной математике, которое может быть использовано во многих алгоритмах.
В паскале тип множество может содержать только однотипные элементы порядкового типа. Эта особенность широко используется и обычно быстрее эквивалентной конструкции в языке, не поддерживающем множества. К примеру, для большинства компиляторов Паскаля:
```
if
 
i
 
in
 
[
5
..
10
]
 
then
 
{ проверка на принадлежность элемента множеству }

...

```

обработается быстрее, чем
```
if
 
(
i
>=
5
)
 
and
 
(
i
<=
10
)
 
then
 
{ проверка логическими условиями }

...

```

Для задания значения множества используется список элементов множества, отделённых запятыми и заключённый в квадратные скобки (как уже было показано выше):
```
var
 
{ секция объявления переменных }

 
d
:
set
 
of
 
char
;

begin
 
{ начало блока }

 
d
:=
[
'a'
,
'b'
]
;
 

...

```

В Паскале Йенсен и Вирта строки представлялись как упакованные массивы символов; следовательно, они имели фиксированную длину и обычно дополнялись до этой длины пробелами.

#### Составные типы
Новые типы могут быть определены из существующих:
```
type
 
{ секция объявления типов }

  
x
 
=
 
Integer
;

  
y
 
=
 
x
;

...

```

Более того, из примитивных типов могут быть сконструированы составные:
```
type
 
{ секция объявления типов }

  
a
 
=
 
Array
 
[
1
..
10
]
 
of
 
Integer
;
  
{ определение массива }

  
b
 
=
 
record
  
{ определение записи }

        
x
:
 
Integer
;

        
y
:
 
Char
;

      
end
;

  
c
 
=
 
File
 
of
 
a
;
  
{ определение файла }

```

Файловые типы в Паскале делятся на типизированные, текстовые и файлы без типов.
Как показано в вышеприведённом примере, типизированные файлы в Паскале — это последовательности однотипных элементов. Для каждого файла существует переменная-указатель на буфер, которая обозначается f^. Процедуры get (для чтения) и put (для записи) перемещают указатель к следующему элементу. Чтение реализовано так, что read(f, x) представляет собою то же, что и get(f); x:=f^. Соответственно, запись реализована так, что write(f, x) представляет собою то же, что и f^ := x; put(f). Текстовые файлы text определены как расширение типа file of char и помимо стандартных операций над типизированными файлами (чтение, запись символа), позволяют осуществлять символьный ввод-вывод в файл всех типов данных аналогично консольному вводу-выводу.
Файлы без типов объявляются как переменные типа file. С ними можно проводить операции побайтового нетипизированного ввода-вывода по несколько блоков байт указанной длины через буфер, для этого служат специальные процедуры blockread и blockwrite (расширение UCSD).

#### Строки
В современном Паскале для работы со строками используется встроенный тип string, поддерживающий операции конкатенации (+) и сравнения (> < = <> >= <=). Строки сравниваются в лексикографическом порядке. Например, строки считаются равными, если они имеют одинаковую длину и коды всех символов с одинаковыми индексами совпадают.
Тип string [n] или просто string в диалектах языка 1970—1990-х годов определялся в виде массива символов array [0..n] of char (n по умолчанию принимало значение 80 в UCSD Pascal и 255 в Turbo/Borland Pascal),
нулевой элемент массива при таком представлении служит для задания длины строки, соответственно строка могла иметь максимальный размер 255 символов. По умолчанию в Delphi и FreePascal в качестве String используется тип AnsiString, память под который выделяется и освобождается компилятором динамически, а максимальный размер строки в текущих реализациях составляет 2 гигабайта. Кроме того, в Delphi и Free Pascal в качестве string может использоваться тип UnicodeString, где применяется 16-битное представление символов в кодировке UCS-2, при этом средства преобразования из однобайтовых строк в многобайтовые и обратно в стандартной библиотеке FPC отсутствуют, но имеются в Delphi.
В Delphi 2009 и выше имеется конструкция для объявления AnsiString с определённой кодовой страницей:
```
type

  
CyrillicString
 
=
 
AnsiString
(
1251
)
;

  
CP866String
 
=
 
AnsiString
(
20866
)
;

```

#### Указатели
Паскаль поддерживает использование указателей (типизированные ^тип и нетипизированные pointer):
```
type

  
a
 
=
 
^
b
;

  
b
 
=
 
record

        
x
:
 
Integer
;

        
y
:
 
Char
;

        
z
:
 
a
;

      
end
;

var

  
pointer_to_b
:
a
;

```

Здесь переменная pointer_to_b — указатель на тип данных b, являющийся записью. Типизированный указатель может быть определён (опережающее определение) перед объявлением типа, на который он ссылается. Это одно из исключений к правилу, которое гласит, что любой элемент (константа, тип, переменная, процедура, функция) должен быть объявлен перед тем, как используется. Введение этого исключения позволяет организовывать рекуррентные определения структур данных, в том числе такие, как линейные списки, стеки, очереди, деревья, включая указатель на запись в описание этой записи (см. также: нулевой указатель — nil).
Для типизированного указателя определена операция разыменования (её синтаксис: указатель^).
Чтобы создать новую запись и присвоить значение 10 и символ A полям x и y в ней, необходимы следующие операторы:
```
new
(
pointer_to_b
)
;
 
{ выделение памяти указателю }

pointer_to_b
^.
x
 
:=
 
10
;
 
{ разыменовывание указателя и обращение к полю записи }

pointer_to_b
^.
y
 
:=
 
'A'
;

pointer_to_b
^.
z
 
:=
 
nil
;

...

dispose
(
pointer_to_b
)
;
 
{ освобождение памяти из-под указателя }

```

Для целей обращения к полям записей и объектов можно также использовать оператор with, как показано в примере:
```
new
(
pointer_to_b
)
;

with
 
pointer_to_b
^
 
do

begin

  
x
 
:=
 
10
;

  
y
 
:=
 
'A'
;

  
z
 
:=
 
nil

end
;

...

dispose
(
pointer_to_b
)
;

```

#### Процедурный тип
В оригинальном языке Паскаль Йенсен и Вирта процедурный тип использовался только при описании формального параметра. Уже в TP существовал полноправный процедурный тип. В объявлении типа ставится заголовок процедуры либо функции (без имени), обобщённо описывающий интерфейс подпрограммы. Значение этого типа содержит указатель на подпрограмму с заголовком, соответствующую описанному в объявлении типа. С помощью идентификатора переменной может происходить вызов соответствующей процедуры или функции.
```
type
 
myfunc
=
function
:
string
;

function
 
func1
:
string
;

begin

 
func1
:=
'func № 1'

end
;

function
 
func2
:
string
;

begin

 
func2
:=
'func № 2'

end
;

var
 
fun
:
myfunc
;

begin

 
fun
:=@
func1
;

 
writeln
(
fun
)
 
{происходит вызов функции func1}

end
.

```

### Операторы управления
Паскаль — язык структурного программирования, что означает, что программа состоит из выполняющихся последовательно отдельных стандартных операторов, в идеале — без использования команды GOTO.
```
while
 
a
 
<>
 
b
 
do
 
{ цикл с предусловием }

  
writeln
(
'Ожидание'
)
;

if
 
a
 
>
 
b
 
then
 
{ условный оператор }

  
writeln
(
'Условие выполнилось'
)

else
 
{ else-секция - может отсутствовать}

  
writeln
(
'Условие не выполнилось'
)
;

for
 
i
 
:=
 
1
 
to
 
10
 
do
 
{ итерационный цикл }

  
writeln
(
'Итерация №'
,
 
i
:
1
)
;

for
 
i
 
in
 
[
1
..
10
]
 
do
 
{ итерационный цикл по множеству }

  
writeln
(
'Итерация №'
,
 
i
:
1
)
;
 
{ появился в версии 2.4.0 }

with
 
a
 
do
 
{Оператор With - метод ускорения доступа к полям записи}

  
begin

    
l
:=
1
;

    
k
:=
2
;

    
p
:=-
3
;

  
end
;

repeat
 
{ цикл с постусловием }

  
a
 
:=
 
a
 
+
 
1

until
 
a
 
=
 
10
;

case
 
i
 
of
 
{ условный оператор множественного выбора }

  
0
:
 
write
(
'ноль'
)
;

  
1
:
 
write
(
'один'
)
;

  
2
:
 
write
(
'два'
)

  
else
 
write
(
'неизвестное число'
)
 
{ else-секция - может отсутствовать}

end
;

```

В операторах while, for, if, case в качестве выполняемого оператора может использоваться блок. Такая конструкция, представляющая собой обычный оператор или блок, называется сложным оператором.
В Turbo Pascal для управления процессом компиляции существуют директивы, которые помещаются в комментарии и позволяют переключать режимы работы компилятора — например, включать и отключать проверку операций ввода-вывода, переполнения:
```
  
assign
(
inp
,
'text.txt'
)
;

  
{$I-}
 
{ отключение режима IO checking- генерации кода завершения программы в случае ошибки ввода-вывода }

        
{ (для случая, если файл не найден)}
 

  
reset
(
inp
)
;

  
{$I+}
 
{ включение режима  IO checking }

  
if
 
IOresult
=
0
 
then
 
begin
 
{ проверяем значение переменой ioresult(<>0 в случае ошибки ввода-вывода) }

    
...

    
close
(
inp
)
;

  
end
 
else
 
writeln
(
'file not found'
)

```

Существуют директивы, аналогичные директивам препроцессора C/C++ ($ifdef, $define, $include), они обрабатываются компилятором в процессе компиляции.

### Процедуры и функции
В Паскале подпрограммы делятся на процедуры и функции. При этом, функции явно возвращают значение (результат) определённого типа, а процедуры явно ничего не возвращают.
Синтаксически описание процедуры или функции состоит из заголовка, содержащего ключевое слово procedure или function, имени, за которым может следовать описание передаваемых (формальных) параметров в скобках. Для функции через символ «двоеточие» : указывается тип возвращаемого значения. Заголовок заканчивается символом «точка с запятой» ;. После заголовка следует тело, (возможно) содержащее секции описания локальных констант, типов, переменных, процедур, функций и (обязательно) содержащее блок операторов, после которого ставится символ «точка с запятой» ;.
```
program
 
mine
(
output
)
;

var
 
i
 
:
 
integer
;

procedure
 
print
(
var
 
j
:
 
integer
)
;

  
function
 
next
(
k
:
 
integer
)
:
 
integer
;

  
begin

    
next
 
:=
 
k
 
+
 
1

  
end
;

begin

  
writeln
(
'Всего: '
,
 
j
)
;

  
j
 
:=
 
next
(
j
)

end
;

begin

  
i
 
:=
 
1
;

  
while
 
i
 
<=
 
10
 
do

    
print
(
i
)

end
.

```

Тело процедуры, как и программы, в свою очередь может содержать описания процедур и функций. Таким образом, процедуры и функции могут быть вложены друг в друга как угодно глубоко, при этом тело программы — самое верхнее в цепочке.
Причём содержимое секций описания переменных, типов, констант, внешнего тела (процедуры, функции, программы), расположенных перед описанием процедуры/функции, доступны внутри неё. Также, в большинстве диалектов из процедуры можно обращаться к параметрам внешней процедуры.
Вслед за заголовком процедур/функций вместо тела может помещаться ключевое слово forward, это делается в том случае, если описание процедуры/функции располагается в программе после её вызова, и связано с поддерживаемой в Паскале возможностью компиляции программы за один проход.

#### Стандартные математические функции и процедуры Паскаля

##### Математические функции
| Наименование функции | Тип аргумента      | Тип значения       | Результат вычисления                                  |
| Abs(x)               | целый вещественный | целый вещественный | Абсолютное значение "х"                               |
| Sin(x)               | вещественный       | вещественный       | синус "х" рад.                                        |
| Cos(x)               | вещественный       | вещественный       | косинус "х" рад.                                      |
| Arctan(x)            | вещественный       | вещественный       | арктангенс "х" ( -Pi/2 <y< Pi/2 )                     |
| Sqrt(x)              | вещественный       | вещественный       | квадратный корень из "х"                              |
| Sqr(x)               | целый вещественный | целый вещественный | значение "х" в квадрате ( x2 )                        |
| Power(a,x)           | вещественный       | вещественный       | значение "a" в степени "x" ( ax )                     |
| Exp(x)               | вещественный       | вещественный       | значение "е" в степени "х" ( ex, где e= 2.718282... ) |
| Ln(x)                | вещественный       | вещественный       | натуральный логарифм "х" ( х > 0 )                    |
| Frac(x)              | вещественный       | вещественный       | дробная часть "х"                                     |
| Int(x)               | вещественный       | вещественный       | целая часть "х"                                       |
| Random               | -                  | вещественный       | случайное число ( 0 <=y< 1 )                          |
| Random(x)            | Word               | Word               | случайное число ( 0 <=y< x )                          |
| Succ(c)              | порядковый         | порядковый         | следующий за "с" символ                               |
| Pred(c)              | порядковый         | порядковый         | предшествующий "с" символ                             |

##### Математические процедуры
| Наименование функции | Тип аргумента | Тип значения | Результат вычисления             |
| Inc(x)               | целый         | целый        | Увеличивает "х" на 1 ( x:=x+1; ) |
| Dec(x)               | целый         | целый        | Уменьшает "х" на 1 ( x:=x-1; )   |
| Inc(x , n)           | целый         | целый        | "х" на n ( x:=x+n; )             |
| Dec(x , n)           | целый         | целый        | "х" на n ( x:=x-n; )             |

##### Процедуры преобразования типов переменных
| Наименование функции | Тип аргумента            | Тип значения                       | Результат вычисления                                           |
| Str(x , s)           | x-целый или вещественный | s-строковый                        | Последовательность символов "s" из цифр числа "x"              |
| Val(s , v, cod)      | s-строковый              | v-целый или вещественный cod-целый | Двоичная форма числа последовательности "s" cod=0 (код ошибки) |

##### Функции преобразования типов переменных
| Наименование функции | Тип аргумента | Тип значения | Результат вычисления                      |
| Trunc(x)             | вещественный  | LongInt      | целая часть "х"                           |
| Round(x)             | вещественный  | LongInt      | округление "х" до целого                  |
| Odd(x)               | целый         | логический   | возвращает True если "х" - нечётное число |
| Chr(x)               | Byte          | Char         | Символ ASCII кода "х"                     |
| Ord(x)               | Char          | Byte         | ASCII код символа "x"                     |

### Модули
До появления связных модулей в их современном виде некоторые реализации Паскаля поддерживали модульность за счёт механизма включения заголовочных файлов, похожего на механизм #include в языке Си: с помощью специальной директивы, оформляемой в виде псевдокомментария, например, {$INCLUDE "файл"}, содержимое указанного файла прямо включалось в текст программы в исходном, текстовом виде. Таким образом можно было разделить программный код на множество фрагментов, для удобства редактирования, но перед компиляцией они автоматически объединялись в один файл программы, который в итоге и обрабатывался компилятором. Такая реализация модульности примитивна и имеет множество очевидных недостатков, поэтому она была быстро заменена.
Современные реализации языка Паскаль (начиная с UCSD Pascal) поддерживают модули. Программные модули могут быть двух видов: модуль главной программы, который, как обычно, начинается с ключевого слова program и тело которого содержит код, запускаемый после загрузки программы в память, и вспомогательных модулей, содержащих типы, константы, переменные, процедуры и функции, предназначенные для использования в других модулях, в том числе в главном модуле.

#### Структура
Общая структура подключаемого модуля на Паскале выглядит следующим образом:
```
unit
 
UnitName1
;

interface

  
...

implementation

  
...

begin
 
{может отсутствовать - используется, если необходимо поместить операторы инициализации}

  
...

end
.

```

Возможен также ещё один вариант:
```
unit
 
UnitName2
;

interface

  
...

implementation

  
...

initialization

  
...

finalization

  
....

end
.

```

В отличие от главной программы, файл модуля начинается с ключевого слова UNIT, за которым следует имя модуля и точка с запятой. Современные реализации, как правило, требуют, чтобы имя модуля совпадало с именем файла исходного кода, в котором этот модуль содержится. Модуль содержит три секции: интерфейсную секцию, секцию реализации и тело модуля.
Интерфейсная секция идёт первой, начинается с ключевого слова INTERFACE и заканчивается в том месте модуля, где начинается секция реализации или тело. В интерфейсной секции объявляются те объекты (типы, константы, переменные, процедуры и функции — для них помещаются заголовки), которые должны быть доступны извне модуля. При этом допускается частичное объявление типов: они могут объявляться без указания структуры, одним только именем. При использовании такого типа во внешней программе допускается объявление переменных и параметров этого типа, присваивание значений, но невозможно получить доступ к деталям его реализации. Процедуры и функции в интерфейсной секции объявляются в виде форвардов — заголовков с параметрами, но без тела. Состав интерфейсной секции модуля таков, что его достаточно для генерации кода, использующего данный модуль. Переменные, объявленные в интерфейсной секции, являются глобальными, то есть существуют в единственном экземпляре и доступны во всех частях программы, использующих данный модуль.
Секция реализации следует за интерфейсной и начинается с ключевого слова IMPLEMENTATION. В нём располагаются описания процедур и функций, объявленных в интерфейсной секции, а также описания типов, констант, переменных, процедур и функций, которые необходимы для реализации интерфейсных процедур и функций. Описание процедуры или функции, объявленной в интерфейсной секции, должно иметь в точности такой же заголовок, как в объявлении. В теле могут использоваться другие процедуры и функции данного модуля, объявленные как в интерфейсной части, так и в секции реализации. Переменные, объявленные в секции реализации, являются, по сути, глобальными (то есть существует только один экземпляр каждой такой переменной на всю программу), но доступны они только из процедур и функций, описанных в секции реализации данного модуля, а также из его тела. Если в интерфейсной секции есть сокращённые объявления типов, то эти типы должны быть полностью описаны в секции реализации.
Тело модуля начинается находящимся на верхнем уровне вложенности ключевым словом BEGIN. Тело содержит программный код, который выполняется один раз при загрузке модуля. Тело может применяться для инициализации, присваивания начальных значений переменным модуля, выделения ресурсов для его работы и так далее. Тело модуля может отсутствовать. В ряде реализаций Паскаля, например, в Delphi, вместо тела модуля могут применяться две секции (также необязательные) — INITIALIZATION и FINALIZATION. Они располагаются в конце модуля, после соответствующего ключевого слова. Первая — секция инициализации, — содержит код, который должен быть выполнен при загрузке модуля, вторая — секция финализации, — код, который будет выполнен при выгрузке модуля. Секция финализации может выполнять действия, обратные инициализации — удалять объекты из памяти, закрывать файлы, освобождать выделенные ресурсы.
Модуль заканчивается ключевым словом END с точкой.

#### Использование
Чтобы использовать модуль, главная программа или другой модуль должны импортировать данный модуль, то есть содержать объявление о его использовании. Это объявление делается с помощью инструкции подключения модулей, представляющей собой ключевое слово USES, за которым через запятую следуют имена модулей, которые требуется подключить. Инструкция подключения должна следовать непосредственно за заголовком программы, либо после ключевого слова INTERFACE, если подключение производится в модуле.
Модули, подключённые в интерфейсной секции, могут использоваться во всём модуле — и в секции реализации, и в теле. Но секция реализации может иметь собственную инструкцию подключения (она следует за ключевым словом IMPLEMENTATION), содержащую имена подключаемых модулей, которые отсутствуют в интерфейсной секции, но нужны для секции реализации. Одним из поводов использования отдельного списка подключения для раздела реализации является ситуация, когда два или более модуля используют друг друга. Чтобы не возникали циклические ссылки в объявлениях использования таких модулей, по крайней мере один из них должен подключать другой в секции реализации.
Любые объявленные в интерфейсных секциях модулей объекты можно использовать в программе там, где эти модули подключены. Имена импортированных из подключённых модулей объектов остаются теми же самыми, и их можно использовать непосредственно. Если два или более подключённых модуля имеют объекты, называемые одинаково, и компилятор не может их различить, то при попытке использования такого объекта будет выдана ошибка компиляции — неоднозначное задание имени. В этом случае программист должен применять квалификацию имени — указать имя в формате «<имя_модуля>.<имя_объекта>».
Проблемы могут возникнуть, если появляется необходимость использования в программе двух разных одноимённых модулей. Если модули доступны только в откомпилированном виде (то есть поменять их имена невозможно), оказывается невозможным их одновременный импорт. Стандартного решения такой коллизии на уровне языка не существует, но конкретные компиляторы могут предлагать те или иные способы её обхода, в частности, средства назначения псевдонимов импортируемым модулям и прямого указания, какой модуль из какого файла брать.

#### Компиляция и компоновка
Модули спроектированы в расчёте на обеспечение раздельной компиляции — компилятор не должен компилировать импортированные модули для того, чтобы откомпилировать модуль, который их использует. Однако, чтобы правильно компилировать модуль, компилятор должен иметь доступ к секции интерфейса всех используемых им модулей. Существует два разных, иногда совмещаемых подхода к организации такого доступа.
- Модули компилируются в бинарные файлы специального формата (у каждого компилятора своего), в которых сохранена подробная информация об объектах, объявленных в интерфейсной секции, также может содержаться созданный при компиляции модуля объектом языке, но использует при этом только интерфейсную секцию модуля. Если библиотечный модуль поставляется в откомпилированном виде (без полных исходных текстов), то вместе с бинарным файлом идёт урезанный файл исходного кода модуля, содержащий только интерфейсную секцию. Компилятору этого достаточно, чтобы правильно обрабатывать обращения из использующих модулей, а на этапе сборки программы компоновщик просто включает в программу бинарный файл.

#### Загрузка и выгрузка модулей
Для нормальной работы модуля может потребоваться выполнить некоторые действия до начала его использования: инициализировать переменные, открыть нужные файлы, выделить память или другие ресурсы. Всё это может быть сделано в теле модуля, либо в секции инициализации. Действия, обратные инициализации, делаются в секции финализации.
Порядок инициализации и финализации модулей косвенно определяется порядком объявления в секции uses, но для статически откомпилированных программ (где модуль либо компилируется в один исполняемый файл с главной программой, либо находится в отдельной динамической библиотеке, но загружается на этапе первоначальной загрузки), компилятор всегда гарантирует, что инициализация будет выполнена до момента первого использования модуля. Финализация выполняется при завершении работы программы, после завершения главного модуля, так, что используемые модули финализируются позже, чем использующие их.
В случае динамической загрузки модулей, управляемой самим программистом, инициализаторы выполняются при загрузке, то есть в момент, когда команда загрузки модуля вернула управление, инициализатор его уже выполнен. Финализатор выполняется после выгрузки, обычно — при выполнении команды выгрузки модуля. Если эта команда не вызывается, динамически загруженные модули финализируются так же, как все остальные — при завершении программы.

### Объектно-ориентированное программирование
В Object Pascal имеется возможность разрабатывать программы с применением парадигмы объектно-ориентированного программирования. Классы задаются с помощью типа object, аналогичного record, который кроме полей данных может содержать заголовки процедур и методов. Имена описываемых методов следуют за именем класса через точку.
Конструктор и деструктор задаются как обычные процедуры, но вместо идентификатора procedure задаются ключевые слова constructor и destructor. Соответственно, в отличие от C++-подобных языков они имеют имя, отличное от имени класса, деструкторов может быть несколько, и они могут иметь параметры (на практике эта возможность используется редко, обычно класс имеет единственный деструктор Destroy, переопределяющий виртуальный деструктор класса-родителя).
Поддерживаются единичное наследование, полиморфизм классов, механизм виртуальных методов (слово virtual после заголовка метода класса). Существуют и динамические методы (в TP описываются путём добавления целого числа после слова virtual и используются преимущественно для обработки сообщений; в Delphi и FreePascal для этих целей используется слово message, а для создания обычных динамических методов — слово dynamic), отличающиеся меньшим использованием памяти и меньшей скоростью вызова за счёт отсутствия дублирования динамических методов предков в VMT потомка (однако FreePascal не делает различий между виртуальными и динамическими методами).
В Delphi, FPC реализована перегрузка операций, абстрактные методы, директивы private, protected, public, published (по умолчанию члены класса являются public):
```
type

  
TbasicO
 
=
 
object

    
procedure
 
writeByte
 
(
b
:
byte
)
;
 
virtual
;
 
abstract
;

  
end
;

  
TtextO
 
=
object
 
(
TbasicO
)
 
{наследует TbasicO, реализует остальные операции вывода на основе writeByte}

    
procedure
 
writeS
 
(
s
:
 
string
)
;
 

    
{..}

  
end
;

  
TfileO
 
=
 
object
 
(
TbasicO
)
 
{класс файлового вывода - реализует операцию вывода как вывод байта в файл}

    
constructor
 
init
 
(
n
:
 
string
)
;

    
procedure
 
writeByte
 
(
b
:
 
byte
)
;
 
virtual
;
 

    
destructor
 
closefile
;

  
private

    
f
:
 
file
 
of
 
byte
;
 

  
end
;

  
basicO
 
=
 
^
TbasicO
;
 

  
textO
 
=
 
^
TtextO
;
 

  
fileO
 
=
 
^
TfileO
;

   
constructor
 
TfileO
.
init
 
(
n
:
 
string
)
;

   
begin

     
assign
 
(
f
,
 
n
)
;

     
rewrite
 
(
f
)

   
end
;

   
destructor
 
TfileO
.
closefile
;

   
begin

     
close
 
(
f
)

   
end
;

   
procedure
 
TfileO
.
writeByte
 
(
b
:
 
byte
)
;

   
begin

     
write
 
(
f
,
 
b
)

   
end
;

   
procedure
 
TtextO
.
writeS
 
(
s
:
 
string
)
;
 

   
var
 
i
:
 
integer
;

   
begin

     
for
 
i
:=
1
 
to
 
length
(
s
)
 
do
 

       
writeByte
 
(
ord
(
s
[
i
]))

   
end
;

   
{..}

var
 
f
:
 
fileO
;

begin

  
new
 
(
f
,
 
init
(
'tstobj.txt'
))
;
 
{выделяет память под объект и вызывает конструктор}

  
textO
(
f
)
^.
writeS
 
(
'text string'
)
;

  
dispose
 
(
f
,
 
closefile
)
      
{вызывает деструктор и освобождает память объекта}

end
.

```

В диалекте Delphi классы могут также конструироваться с помощью слова class (причём взаимное наследование с object-классами не допускается) и введены интерфейсы (interface) — все методы абстрактные и не могут содержать полей данных.
Все классы (созданные с помощью class) являются наследниками TObject, все интерфейсы происходят от IUnknown. Классы, созданные с помощью class, могут реализовывать несколько интерфейсов.
В Delphi интерфейсы были введены для поддержки технологии COM фирмы Microsoft.
Классы (Class) в отличие от обычных классов (Object) не нуждаются в явном выделении/освобождении памяти, память под них динамически выделяется конструктором с именем Create, вызываемым с именем класса, и освобождается при вызове деструктора с именем Destroy (могут иметь другие имена). Переменная такого класса в отличие от класса object хранит адрес экземпляра класса в памяти, значение nil используется для указания пустой ссылки, поэтому для освобождения объекта в TObject определён специальный метод free, проверяющий ссылку на nil и вызывающий виртуальный деструктор Destroy. Код с использованием таких классов будет выглядеть следующим образом:
```
  
q1
 
:=
 
t1
.
create
(
9
)
;
 
{ конструируем объект(t1 - имя класса) }

  
writeln
 
(
q1
.
InstanceSize
)
;
  
{ вывод размера экземпляра класса }

  
q1
.
Free
;
 
{ уничтожение объекта }

  
q1
 
:=
 
nil
;
 
{ чтобы не происходило повторного вызова деструктора при вызове free }

```

В модификации ObjectPascal/Delphi/FreePascal в описании классов появляются свойства (property), которые совмещают удобство работы с переменными (роль которых в ООП играют поля) и вызовы методов, которые всегда уведомляют объект об изменении его состояния:
```
type

  
TMyObj
=
class
(
TObject
)

    
FProp
:
integer
;

    
procedure
 
SetProp
(
AValue
:
integer
)
;

    
property
 
MyProp
:
integer
 
read
 
FProp
 
write
 
SetProp
;

  
end
;

  
procedure
 
TMyObj
.
SetProp
(
AValue
:
integer
)
;

  
begin

    
FProp
:=
AValue
;

    
Writeln
(
'Somebody has changed MyProp!'
)
;

  
end
;

var
 
MyObj
:
TMyObj
;

begin

  
MyObj
:=
TMyObj
.
Create
;

  
MyObj
.
FProp
:=
5
;

  
MyObj
.
MyProp
:=
MyObj
.
MyProp
+
6
;

end
.

```

В первом случае (использование MyObj.FProp) поле объекта было изменено непосредственно, в итоге, методы объекта не будут подозревать, что это поле было ранее изменено; в более сложном случае они могут полагаться на то, что поле неизменно, либо же полю может быть присвоено значение, недопустимое для данного объекта. Во втором случае значение присваивается непосредственно свойству объекта, которое ссылается на вызов метода, корректно обрабатывающего изменение данного поля.
Этот подход удобен, если объект связан с визуальным элементом: непосредственное изменение поля, отвечающего, например, за ширину элемента, никак не отразится на самом визуальном элементе, а объект будет «дезинформирован» относительно реальных размеров элемента. Корректным подходом без использования свойств является разработка методов на получение и установку любого значения поля, но работа с такими методами будет менее удобна, например, вместо последней строки надо было бы написать
```
   
MyObj
.
SetProp
(
MyObj
.
GetProp
+
6
)
;

```

причём метод MyObj.GetProp следовало бы написать для унификации доступа.
Большой интерес представляют индексные свойства, которые ведут себя практически так же, как и массивы, заменяя обращение к элементу массива вызовом соответствующего метода.
Тем не менее, свойства не являются «панацеей»: при компиляции обращения к свойствам непосредственно транслируются в вызов методов или прямую работу с полями, поэтому настоящими переменными свойства не являются, в частности, их невозможно передавать в виде var-параметров.